# Звездна нощ
Звездната нощ (на нидерландски: De sterrennacht) е картина на холандския художник Винсент ван Гог, нарисувана през юни 1889. От 1941 се съхранява в Музея за съвременно изкуство (MoMA) в Ню Йорк. Картината е често репродуцирана.

## История
„Звездна нощ“ не е първият опит на Ван Гог да изобрази нощно небе. През 1888 г. в Арл, той рисува „Звездна нощ над Рона“. Той иска да изобрази звездна нощ като пример на силата на въображението, което може да създаде по-удивителна природа, от тази, която можем да възприемем в реалния свят. В едно от писмата си описва сюжета на бъдещата картина като звездна нощ с кипариси и, вероятно над поле с пшеница. Картината е рисувана в Сен-Реми, където художника се лекува по това време. В началото на юни той пише на брат си Тео, че „видял пейзажа през прозореца доста преди изгрев и нямало нищо освен зорницата, която изглеждала много голяма“.. Изследователите установяват, че по това време в Прованс действително Венера се виждала в най-ярката си светлина. Затворен в болницата, като затворник, без право да излиза навън без придружител, той рисува картината в продължение на един ден. Едно от предположенията е, че е използвал свои спомени, включително и за църквата. От прозореца му в болницата всъщност се вижда поле с пшеница. На 23 май 1889 г. той пише на брат си Тео, че през затворения с желязна решетка прозорец може да види пшенично поле, над което слънцето изгрява с целият си блясък 
Въпреки че звездна нощ е рисувана от Ван Гог през деня в приземното му студио, неправилно е да се каже, че картината е рисувана по памет, защото е установено, че изгледът на картината заради разположението на небесните тела е от прозореца на спалнята, който е обърнат на изток, изглед от който Ван Гог рисува многократно различни ескизи и картини. 
Непосредствено над геометричния център на картината е изрисувано едно спираловидно образувание, чието естество остава предмет на дискусия, извън неговия естетически ефект, който е несъмнен. Тълкуванията се поделят между намиране на някакъв нефигуративен замисъл, бил той експресионистки или дори мистически и по-натуралситични обяснения. Алберт Бойме и др. предполагат, че ван Гог е бил впечатлен от илюстрациите, съпровождащи откриваните тогава спираловидни мъглявини. Склонността му да рисува звездите с увеличен мащаб би намерила продължение и в изобразяването на астрономически обект, макар той да е невидим с невъоръжено око. Тъй като подобни завихряния има и в други картини, алтернативно обяснение ги свързва с мистрала, характерният за Прованс вятър, който изчиства небето и прави колорита на пейзажите там особено контрастен. В подобна насока критикът М. Бейли изтъква, че ван Гог е бил силно впечатлен от Голямата вълна на Хокусай и е транспонирал нейната структура във въздуха.
След създаването на картината, Винсент ван Гог я изпраща на брат си Тео. Шест месеца след смъртта на художника умира и Тео. Картината заедно с много други картини  е наследена от жената на Тео, Йохана ван Гог. През 1900 г. тя я продава на живеещият в Париж поет Жулиен Леклерк, който я препродава на Емил Шуфунекер. През 1906 г. Йохана ван Гог изкупува картината обратно и по-късно тя попада в Ротердам в притежание на колекционерката Жоржета ван Столк, която я продава през 1938 г. на търговеца на произведения на изкуството „Розенберг“, откъдето чрез посредничеството на мецената Лили Блис картината става притежание на музея за Музея за съвременно изкуство (MoMA).

### Отражение в други сфери на изкуството
Вдъхновен от живота на ван Гог и картината, през 1971 г. музикантът Дон Маклейн създава песента „Винсент“ (на английски: Vincent (Don McLean song)), превърнала се в една от най-емблематичните песни и на която са правени многократно кавъри.